# Telescoopkraan

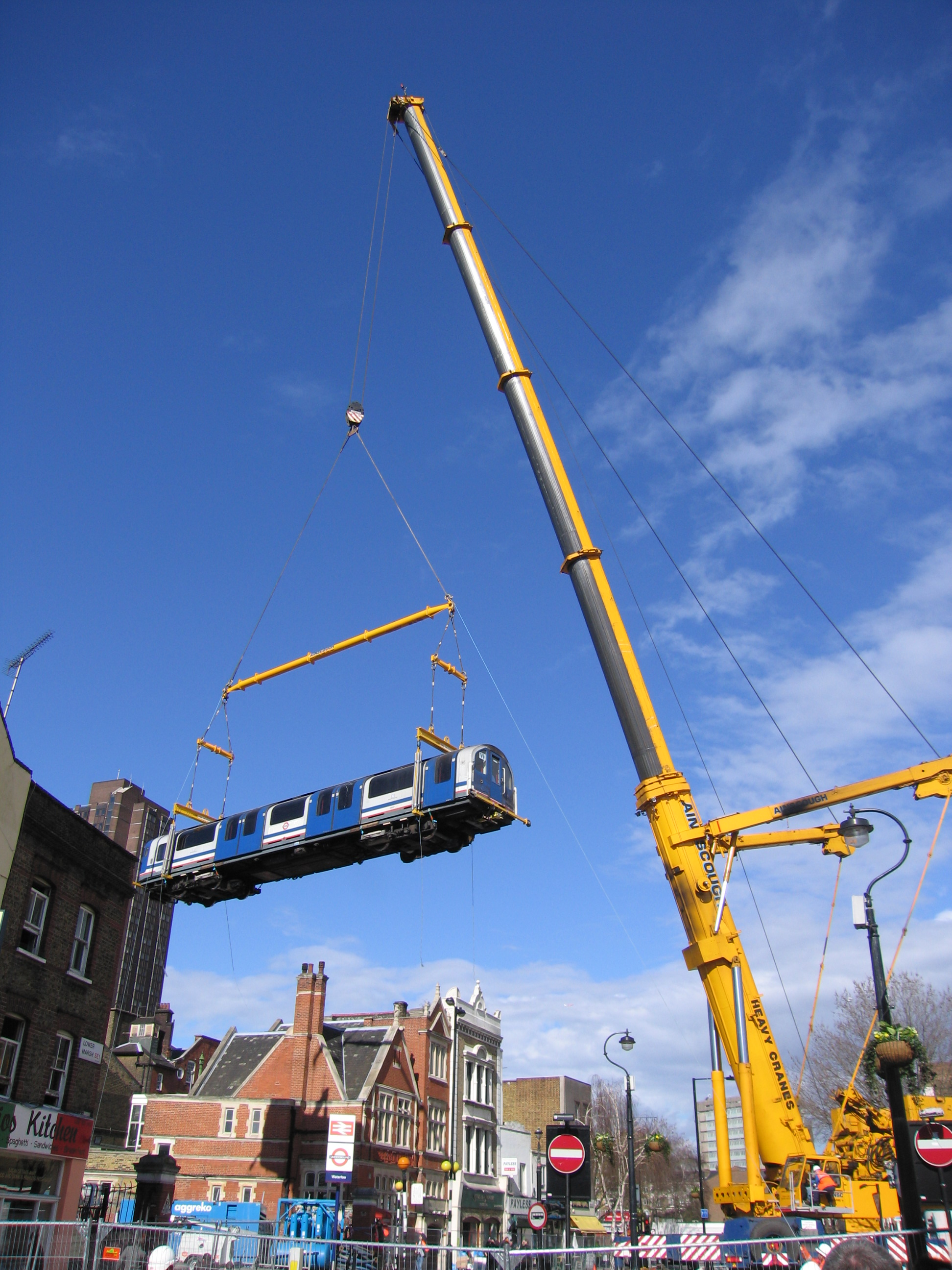
Een 500-tons telescoopkraan tilt een metrorijtuig van de Waterloo & City Line in Londen

Een telescoopkraan is een type hijskraan op een onderstel van een vrachtwagen met een telescopisch uitschuifbare giek. Deze giek bestaat uit een stel kokers, die uitgeschoven kunnen worden tot soms wel acht keer de lengte van de basiskoker. De basiskoker is de koker die men ziet wanneer de telescooparm geheel ingeschoven is. Deze hijsarm kan door middel van één of meerdere hydraulische cilinders omhoog en omlaag scharnieren. De kraan is bevestigd op een draaikrans die op het chassis rust, hierdoor kan de kraan draaien ten opzichte van het onderstel.
Achter of naast de cabine is een lier geplaatst. Vanaf de lier loopt een kabel over de giek. Aan het uiteinde is de hijshaak bevestigd en naast de cabine de lier. Soms worden de kabels niet parallel aan de giek geleid maar via uithouders om de krachten op de giek optimaal te verdelen.
Voor de stabiliteit is de kraan uitgevoerd met meerdere stempels. Het aantal assen van het voertuig is afhankelijk van het totale gewicht van het voertuig. Om het gewicht te beperken kunnen zwaardere telescoopkranen in delen vervoerd worden. Vaak is dan de ballast los uitgevoerd, moderne kranen beschikken over een mechanisme aan de achterkant van het hijsgedeelte om de ballast vanaf de grond op te tillen.
Moderne kranen kunnen radiografisch, dus draadloos en op afstand, bediend worden.

## Fotogalerij

Een telescoopkraan tilt de houten achtkant op de romp van de Concordiamolen in Ede
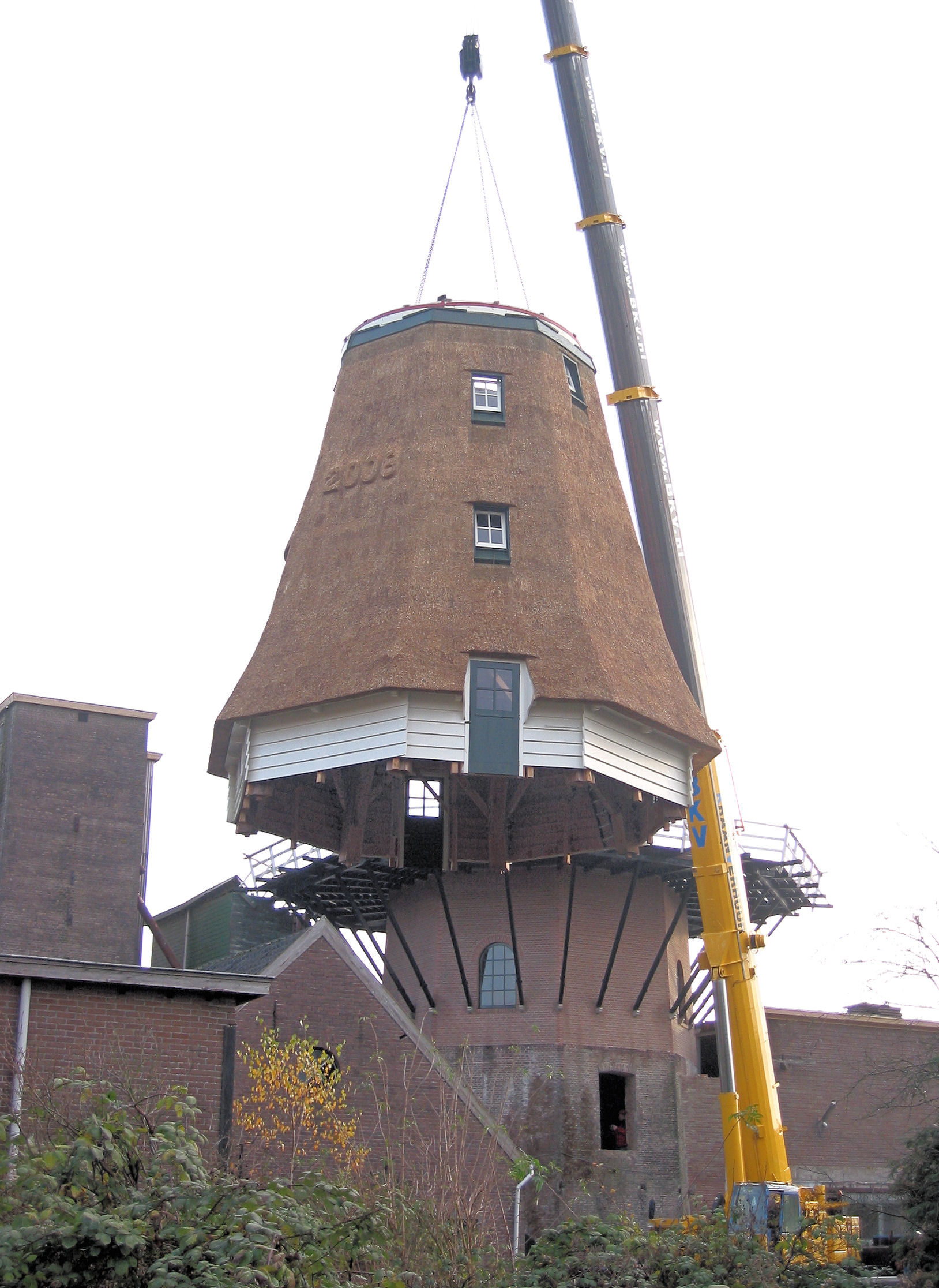
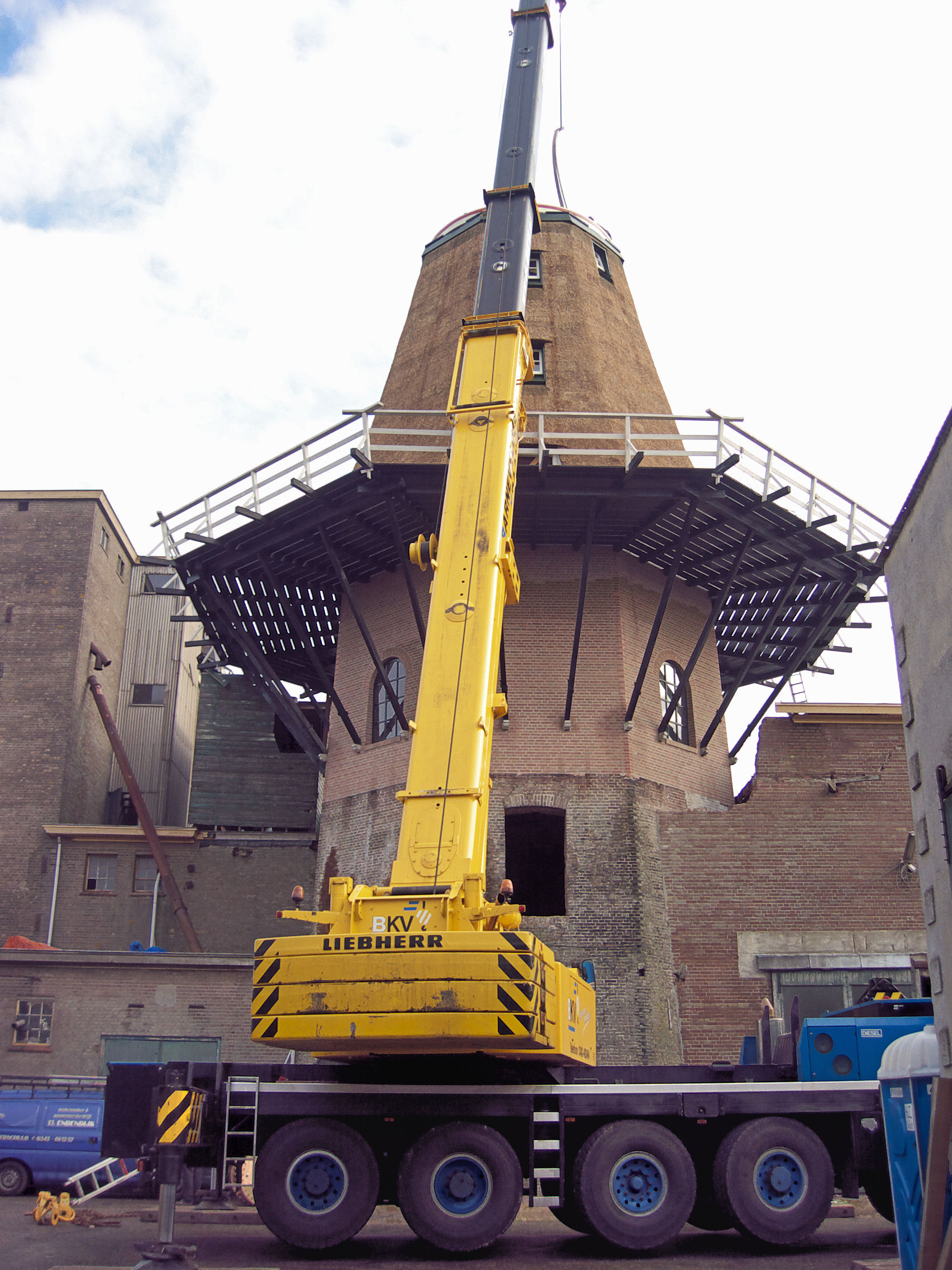
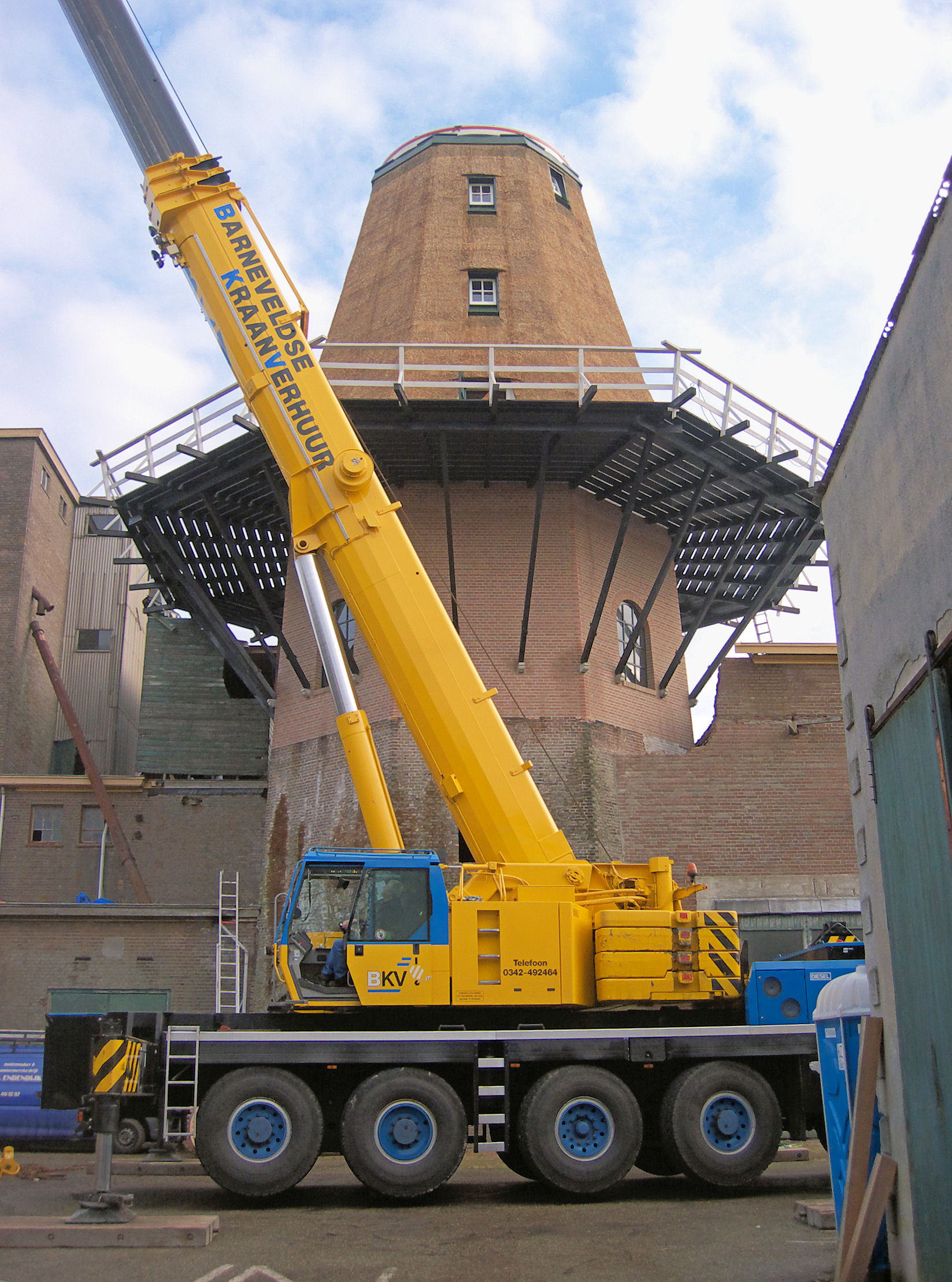